# 黑山共产主义者联盟
黑山共產主義者聯盟，简称黑共盟（SKCG），是南斯拉夫共產主義者聯盟在黑山社会主义共和国的分支。

## 歷史
1943年，黑山共产党作为南斯拉夫共产党在黑山地区的分支成立。
1952年南斯拉夫共產黨第六次代表大會期間，将党改名为南斯拉夫共产主义者联盟，各共和国和自治省的党组织也相应地改名为共产主义者联盟。
1974年南斯拉夫宪法颁布後，大幅提高各共和國共盟的權力，使得黑共盟形同獨立政黨。
1980年代晚期，斯洛博丹·米洛舍维奇成為塞尔维亚共產主義者聯盟的領袖，他在塞爾維亞推行民族主義，使得南斯拉夫內部民族衝突加劇。終於在1990年代導致南斯拉夫各民族的衝突及南斯拉夫社會主義聯邦共和國瓦解。
1990年2月4日，黑山共產主義者聯盟改组为黑山社会主义者民主党。